# 大熊座CQ
大熊座CQ，又名BD+57 1456，HD 119213、SAO 28838、HR 5153，是大熊座的一颗恒星，视星等为6.29，位于銀經110.18，銀緯58.69，其B1900.0坐标为赤經13h 36m 41.9s，赤緯+57° 58.69′ 47″。